# لا گرینج (ایلینوی)
لا گرینج، ایلینوی (به انگلیسی: La Grange) یک روستا در ایالات متحده آمریکا است که در ایلینوی واقع شده‌است.

## خصوصیات
لا گرینج ۱۵٬۵۵۰ نفر جمعیت دارد.